# Цыганова, Вика
Викто́рия Ю́рьевна (Ви́ка) Цыгано́ва (фамилия при рождении — Жу́кова; род. 28 октября 1963, Хабаровск, СССР) — советская и российская певица, композитор, театральная актриса и модельер. Заслуженная артистка Республики Тыва (1999), заслуженный деятель культуры Московской области.

## Биография
Виктория Юрьевна Жукова родилась 28 октября 1963 года в городе Хабаровске в семье морского офицера — Юрия Александровича Жукова (уроженца Ленинграда, проходившего службу на базе Краснознамённой Амурской флотилии). Мать — Людмила Михайловна Жукова, в девичестве Волкова, работала заведующей детским садом. У Виктории есть сестра — Светлана, которая училась в музыкальной школе.
Вика окончила музыкальную школу в Хабаровске.

### Актёрская деятельность
В 1981—1985 годах училась в Дальневосточном институте искусств (Владивосток) по специальности «актриса театра и кино», мастерская Сергея Гришко. Во время учёбы в ДВПИИ занималась вокалом у старшего преподавателя Кафедры оперного пения Натальи Алексеевны Шишлянниковой. В дипломном спектакле Виктория исполняла роль Липочки по пьесе А. Островского «Свои люди — сочтёмся».
В 1985 году начала работать в Еврейском камерном музыкальном театре. В 1986 году работала в областном театре драмы в Иваново, в 1987—1988 годах — в Молодёжном музыкальном театре Магаданской филармонии.
Среди сыгранных ролей: Гитель Моска в спектакле «Давайте все вместе» (режиссёр Ю. Шерлинг), Зоя — в спектакле по пьесе Л. Леонова «Метель» (реж. Е. Табачников), главные роли в спектаклях «Шлягер, шлягер, только шлягер!» (реж. М. Левенбук) и «Кот Леопольд» (реж. А. Вилков).
Позднее занялась музыкальной деятельностью, однако в 2004 году участвовала в съёмках телесериала «На углу у Патриарших — 4», исполнив роль самой себя.

### Музыкальная деятельность
С 1988 года Виктория Жукова становится солисткой группы «Море». В следующие два года группа выпустила альбомы «Каравелла любви» и «Осенний день». В 1988—1989 годах занималась гастрольной деятельностью. Одна из песен в исполнении Виктории Жуковой завоевала приз на Всесоюзном конкурсе «Песня года-89».
В 1990 году занялась сольным выступлениями, работая с композитором Юрием Прялкиным и поэтом Вадимом Цыгановым. В 1991 году под именем Вики Цыгановой выпустила первый сольный альбом «Гуляй, анархия». Первое сольное выступление состоялось спустя два года в московском Театре эстрады.
В 1992—1996 годах выпустила альбомы «С любовью к России» (1992), «Клубничка» (1993), «Ангел Мой» (1993), «Любовь и смерть» (1994), «Эх, не грех» (1995), «Русские песни. Кому это надо?!» (1996).
В 1996—1997 годах вместо хулиганских и патриотических песен начала исполнять песни лирические, в том числе цикл лирических баллад из сборника «Только любовь», из альбома «Калина красная» и русские романсы из одноимённого альбома.
В 1998 году сменила имидж, начала петь песни с элементами рок-н-ролла, рока и попсы, выпустила альбом «Солнце» и серию музыкальных клипов.

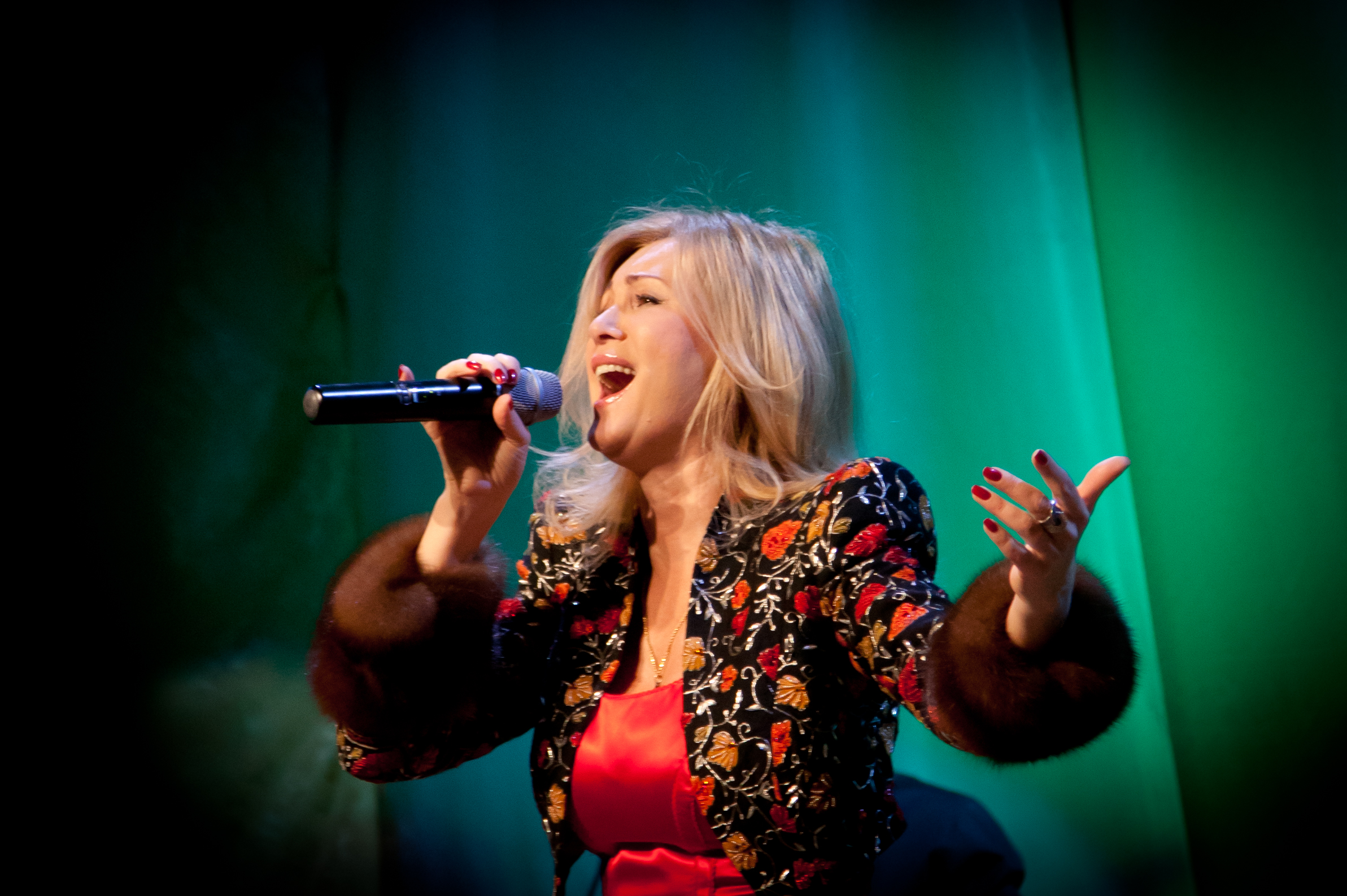
Концерт Вики Цыгановой
в ЦКиОМ Северодвинска (2014)

В 2001 году работала совместно с певцом-шансонье Михаилом Кругом. В 2002 году вышли альбом памяти Круга «Посвящение», содержащий восемь дуэтных работ, и сборник «Русская водка. Лучшие песни» из серии «Легенды жанра».
Ещё в 2002 году в День военно-морского флота выступила в Севастополе на флагмане Черноморского флота ракетном крейсере «Москва».
Альбом «Приходите в мой дом» на церемонии вручения премии «Шансон года» признан победителем в номинации «Альбом года».
В 2006 году выпустила альбом «Вояж-Винтаж», песни которого создал её муж и продюсер Вадим Цыганов.
В 2010 году выпустила альбом «Синие мои цветы» на музыку Александра Морозова и стихи Вадима Цыганова. Песня «Вечная память» стала одним из лауреатов общероссийского конкурса «Весна победы».
В 2020 году после десятилетнего перерыва выпустила альбом «Фёдор гребёт», посвящённый путешественнику и художнику Фёдору Конюхову.
В 2021 году Вика Цыганова приняла участие в музыкальном телевизионном шоу «Суперстар! Возвращение» на телеканале НТВ.

## Личная жизнь
Супруг с 1990—1991 года — поэт, продюсер и дизайнер Вадим Борисович Цыганов (род. 30 мая 1963). Живут в собственном доме под Москвой, детей у них нет.

## Общественная позиция
4 апреля 2014 года Цыганова вручила Геннадию Зюганову наградной лист его отца. Ранее Виктории Юрьевне передали этот документ два ветерана во время её уличного концерта в Севастополе. Наградной лист со времён Великой Отечественной войны хранился в городском архиве. Лидер КПРФ вручил В. Ю. Цыгановой памятную медаль ЦК КПРФ «90 лет СССР» за вклад в патриотическое воспитание молодёжи.
С 4 по 7 мая 2014 года в аннексированных Россией Крыму и Севастополе с рабочим визитом находился лидер КПРФ Г. А. Зюганов. На праздничном концерте, организованном партией в Севастополе, выступала и Цыганова. Там же она и её муж, Вадим Цыганов, были награждены медалями ЦК КПРФ «70 лет освобождения Крыма и Севастополя».
В ходе президентских выборов 2018 года была доверенным лицом Владимира Путина. В 2019 году стала кандидатом в депутаты Государственной думы по Комсомольскому избирательному округу от партии «Единая Россия». Проиграла выборы кандидату от ЛДПР Ивану Пиляеву.
В феврале 2022 года поддержала вторжение России на Украину, мотивировав поддержку вторжения основными мифами и нарративами российской антиукраинской пропаганды. В октябре 2022 года опубликовала клип на песню «Вагнер», ставшим неофициальным гимном ЧВК Вагнер, выступала с другими прокремлёвскими исполнителями на провластных мероприятиях, в поддержку российского нападения.
В октябре 2023 года вышло интервью Юрию Дудю Вики Цыгановой и её супруга. В разговоре с журналистом Цыганова заявила, что поддерживает войну на Украине из-за православия, веры в ряд конспирологических теорий, в том числе о существовании мирового правительства, которое обмануло Владимира Путина, а также об уважении к наёмникам ЧВК «Вагнер». После выхода интервью Вика Цыганова призвала не смотреть его, так как оно «сгенерировано нейросетью».

## Дискография

### Группа Море
- 1989 — Каравелла любви
- 1990 — Осенний день

### Сольная дискография
- 1991 — Гуляй, анархия
- 1991 — Балалайка-зараза
- 1992 — Ангел мой
- 1992 — C любовью к России
- 1993 — Ангел мой
- 1994 — Клубничка
- 1994 — Любовь и смерть
- 1995 — Лучшие песни
- 1995 — Эх, не грех
- 1996 — Русские песни. Кому это надо?!
- 1996 — Только любовь
- 1997 — Романсы
- 1997 — Калина красная
- 1998 — Солнце
- 2002 — Лучшие песни. Русская водка
- 2002 — Посвящение (совместно с Михаилом Кругом)
- 2003 — Приходите в мой дом
- 2004 — Офицеры России
- 2006 — Вояж-винтаж
- 2007 — Веселись, Русь..!
- 2008 — Романсы и русские песни
- 2009 — Grand Collection. Вика Цыганова
- 2010 — Синие мои цветы…
- 2011 — Романсы
- 2011 — Золотые хиты
- 2020 — Фёдор гребёт
- 2020 — Просто афигеть (дуэт с группой YouG)
- 2020 — Журавли (улетают сегодня на юг)
- 2021 — Родная улица
- 2021 — 30 лет на сцене (аудиоверсия юбилейного концерта)
- 2021 — Золотые купола (совместно с Ярославом Сумишевским, Игорем Слуцким и Михаилом Кругом)
- 2021 — Суперстар! (совместно с Любашей, Лерой Кудрявцевой и Сергеем Соседовым)
- 2022 — Огонь перемен
- 2022 — Донбасс
- 2022 — Вагнер

## Видеография
- 1991 — Андреевский флаг
- 1991 — Балалайка-зараза
- 1992 — Лето пьяное
- 1992 — Русская водка
- 1992 — Ангел мой
- 1992 — Гроздья рябины
- 1992 — Конь вороной
- 1993 — Романс (Эх, раз!)
- 1994 — Любовь и смерть
- 1995 — Люблю и верю (концерт)
- 1996 — Деньги (Денежки)
- 1996 — Только любовь
- 1998 — Белая волчица
- 1998 — Счастье и разлука
- 1998 — Солнце
- 1998 — Одинокая
- 1998 — Дед Мороз
- 2001 — Приходите в мой дом
- 2001 — Постой, душа
- 2003 — Вернусь в Россию
- 2004 — Приказ на Кавказ
- 2010 — Синие мои цветы / Юбилейный концерт
- 2015 — Масленица
- 2016 — Лето красное
- 2018 — Россия
- 2018 — Облака
- 2019 — Фёдор гребёт
- 2019 — Ясень золотой
- 2019 — Амур
- 2020 — Луна
- 2020 — 30 лет на сцене / Юбилейный концерт
- 2020 — #ПРОСТОАФИГЕТЬ (с группой YouG)
- 2020 — Журавли (улетают сегодня на юг)
- 2021 — Родная улица
- 2021 — Золотые купола (с Ярославом Сумишевским и Александром Кругом)
- 2021 — Суперстар! (с Любашей, Лерой Кудрявцевой и Сергеем Соседовым)
- 2022 — Огонь перемен
- 2022 — Донбасс
- 2022 — Вагнер

## Премии и награды
- Заслуженная артистка Республики Тыва (1999)
- Негосударственная медаль «За ратную доблесть» (2000)
- Благодарность от Главнокомандующего Вооружёнными силами России В. В. Путина за проявленную отвагу и мужество в защите Отечества (2002)
- Негосударственный орден «За Возрождение России в XXI веке» (2004)
- Серебряный орден Международного благотворительного фонда «Меценаты столетия» (2005)
- Памятная медаль ЦК КПРФ «В ознаменование 90 годовщины образования СССР» (2012)
- Памятная медаль ЦК КПРФ «70 лет освобождения Крыма и Севастополя» (2014)
- Заслуженный деятель культуры Московской области
- Медаль «За защиту Республики Крым» (2016)[20]
- Медаль «За освобождение Крыма и Севастополя» (17 марта 2014) — за личный вклад в дело по возвращению Крыма в Россию[21].

## Санкции
В марте 2022 года Латвия запретила Цыгановой въезд в связи с поддержкой вторжения России на Украину. 19 октября 2022 года внесена в санкционный список Украины за поддержку вторжения на Украину в публичных заявлениях. Ранее Цыганова была внесена ФБК в список коррупционеров и разжигателей войны за активную поддержку действий российских властей во время агрессии против Украины.